# 78 Ursae Majoris
78 Ursae Majoris (78 UMa / HD 113139 / HR 4931) es una estrella en la constelación de la Osa Mayor de magnitud aparente +4,93. Situada a 81 años luz del sistema solar, forma parte de la asociación estelar de la Osa Mayor, grupo de estrellas con un origen común que incluye, entre otras, a Merak (β Ursae Majoris) y Alioth (ε Ursae Majoris). Esta última se encuentra a sólo 1,4 años luz de 78 Ursae Majoris.
78 Ursae Majoris es un sistema binario cuyas dos componentes están visualmente separadas 1,25 segundos de arco. La componente principal, 78 Ursae Majoris A, es una estrella blanco-amarilla de la secuencia principal de tipo espectral F2V y 7000 K de temperatura. Es 4,6 veces más luminosa que el Sol con un radio un 50% mayor que el radio solar. Su alta velocidad de rotación, de más de 92 km/s, hace que complete un giro en menos de 19,2 horas. 78 Ursae Majoris B es una estrella análoga solar de tipo G6V y 5500 K. Tiene el 87% de la luminosidad solar y un radio un 10% menor qu el radio solar.
El período orbital del sistema es de 106,4 años, siendo la separación media entre las dos estrellas de 31,25 UA. La excentricidad de la órbita, ε = 0,41, hace que la distancia entre ellas oscile entre 49 y 18 UA; la próxima separación mínima entre las dos estrellas tendrá lugar en 2027. La masa combinada del sistema es de 2,7 masas solares y ambas son estrellas jóvenes, lo que concuerda con los 250 millones de años de edad de la Asociación estelar de la Osa Mayor.